# Parlamento de Australia
El Parlamento de Australia (en inglés: Parliament of Australia) oficialmente Parlamento de la Mancomunidad, también llamado Parlamento Federal, es el órgano legislativo de Australia. Que incluye el monarca (representado por el gobernador general), el Senado (cámara alta) y la Cámara de Representantes (cámara baja). Los miembros del Senado representan a los estados y territorios mientras que los miembros de la Cámara baja representan a las divisiones electorales según la población.
El Senado consta de 76 miembros: doce para cada estado y dos para cada uno de los territorios, el Territorio del Norte (incluidas la Isla de Navidad y las Islas Cocos) y el Territorio de la Capital Australiana (incluidas la Isla Norfolk y Bahía de Jervis). Los senadores se eligen utilizando el sistema de representación proporcional de voto único transferible y, como resultado, la cámara cuenta con una multitud de partidos que compiten por el poder.
La Cámara de Representantes consta de 151 miembros, cada uno elegido mediante votación de segunda vuelta instantánea de preferencia total de distritos electorales de un solo miembro conocidos como divisiones electorales (y comúnmente denominados "electorados" o "escaños").
La Cámara de Representantes tiene un mandato máximo de tres años, aunque puede disolverse anticipadamente. El Senado tiene mandatos fijos, con 36 mandatos de senadores que vencen cada tres años (los mandatos de los cuatro senadores territoriales están vinculados a las elecciones a la Cámara). Como resultado, las elecciones de la Cámara y el Senado casi siempre coinciden. Hay un mecanismo que permite destrabar empates en el Senado conocido como doble disolución que permite disolver la totalidad del Senado además de la Cámara en caso de que el Senado se niegue a aprobar una ley aprobada por la Cámara.

## Historia

### Sede temporal en Melbourne (1901-1927)
La Mancomunidad de Australia se creó el 1 de enero de 1901 con la federación de las seis colonias australianas. La elección de inauguración tuvo lugar el 29 y 30 de marzo y el primer Parlamento de Australia se abrió el 9 de mayo de 1901 en Melbourne por el príncipe George, duque de Cornualles y York, más tarde por rey Jorge V. El único edificio en Melbourne que era lo suficientemente grande para acomodar a los 14.000 invitados era el anexo occidental del Palacio Real de Exposiciones. Después de la inauguración oficial, de 1901 a 1927, el Parlamento se reunió en Parliament House, Melbourne.
|  |  |

### Antigua sede del parlamento (1927-1988)
Siempre se tuvo la intención de que el Parlamento nacional se reuniera en una nueva capital nacional.  Este fue un compromiso en la Federación debido a la rivalidad entre las dos ciudades australianas más grandes, Sídney y Melbourne, que deseaban convertirse en la nueva capital. El sitio de Canberra fue seleccionado para la ubicación de la capital de la nación en 1908. Se anunció un concurso el 30 de junio de 1914 para diseñar la Casa del Parlamento, con un premio en metálico de £ 7.000. Sin embargo, debido al inicio de la Primera Guerra Mundial el mes siguiente, el concurso fue cancelado. Se volvió a anunciar en agosto de 1916, pero nuevamente se pospuso indefinidamente el 24 de noviembre de 1916. Mientras tanto, John Smith Murdoch, el arquitecto jefe de la Mancomunidad, trabajó en el diseño como parte de sus funciones oficiales. Tenía poco entusiasmo personal por el proyecto, ya que sentía que era una pérdida de dinero y que el gasto en él no podía justificarse en ese momento. Sin embargo, diseñó el edificio por defecto.
La construcción de Old Parliament House, como se llama hoy, comenzó el 28 de agosto de 1923 y se completó a principios de 1927. Fue construida por el Departamento de Obras de la Mancomunidad, utilizando comerciantes y materiales de toda Australia. El costo final fue de unas 600.000 libras esterlinas, más de tres veces la estimación original. Fue diseñado para albergar al parlamento durante un máximo de 50 años hasta que se pudiera construir una instalación permanente, pero en realidad se utilizó durante más de 60 años.
El edificio fue inaugurado el 9 de mayo de 1927 por el duque y la duquesa de York (más tarde el rey Jorge VI y la reina Isabel la reina madre). El edificio estaba ampliamente decorado con banderas y banderines del Imperio Británico y Australiano.

### Nueva sede del Parlamento (desde 1988)
En 1978, el gobierno de Malcolm Fraser decidió proceder con un nuevo edificio en Capital Hill y se creó la Autoridad de Construcción de la Casa del Parlamento. Se anunció un concurso en dos etapas, para el cual la Autoridad consultó al Real Instituto Australiano de Arquitectos y,  junto con la Comisión Nacional de Desarrollo de Capital, puso a disposición de los competidores un escrito y documentos del concurso.
El ganador del concurso fue el estudio de arquitectura Mitchell / Giurgola, con sede en Filadelfia, dirigido por el arquitecto de origen italiano Romaldo Giurgola.
La construcción comenzó en 1981, y la sede debía estar lista para el Día de Australia, el 26 de enero de 1988, el bicentenario del asentamiento europeo en Australia. Se esperaba que costara 220 millones de dólares australianos. No se cumplió ni el plazo ni el presupuesto. Al final, su construcción costó más de 1.100 millones de dólares australianos.
La Nueva Casa del Parlamento fue finalmente inaugurada por la Reina Isabel II, Reina de Australia el 9 de mayo de 1988, en el aniversario de la apertura del primer Parlamento Federal en Melbourne el 9 de mayo de 1901 y la Casa del Parlamento Provisional en Canberra. el 9 de mayo de 1927.
En marzo de 2020, el 46.° Parlamento de Australia fue suspendido debido a la pandemia de COVID-19 en Australia; un aplazamiento en lugar de una prórroga. Sus comités seguirían funcionando con tecnología. Esta medida sin precedentes estuvo acompañada de dos mociones planteadas por el fiscal general de Australia , Christian Porter, y aprobadas el 23 de marzo de 2020. Una moción fue diseñada para permitir a los parlamentarios participar en el parlamento por medios electrónicos, si así lo acuerdan los partidos principales y el vocero; el segundo determinó que con el acuerdo de los dos partidos mayoritarios, los estatutos podrían modificarse sin necesidad de mayoría absoluta.

## Sistema electoral
La Constitución establece que el Parlamento, consta de tres componentes: el rey de Australia, el Senado y la Cámara de Representantes.

### Monarca

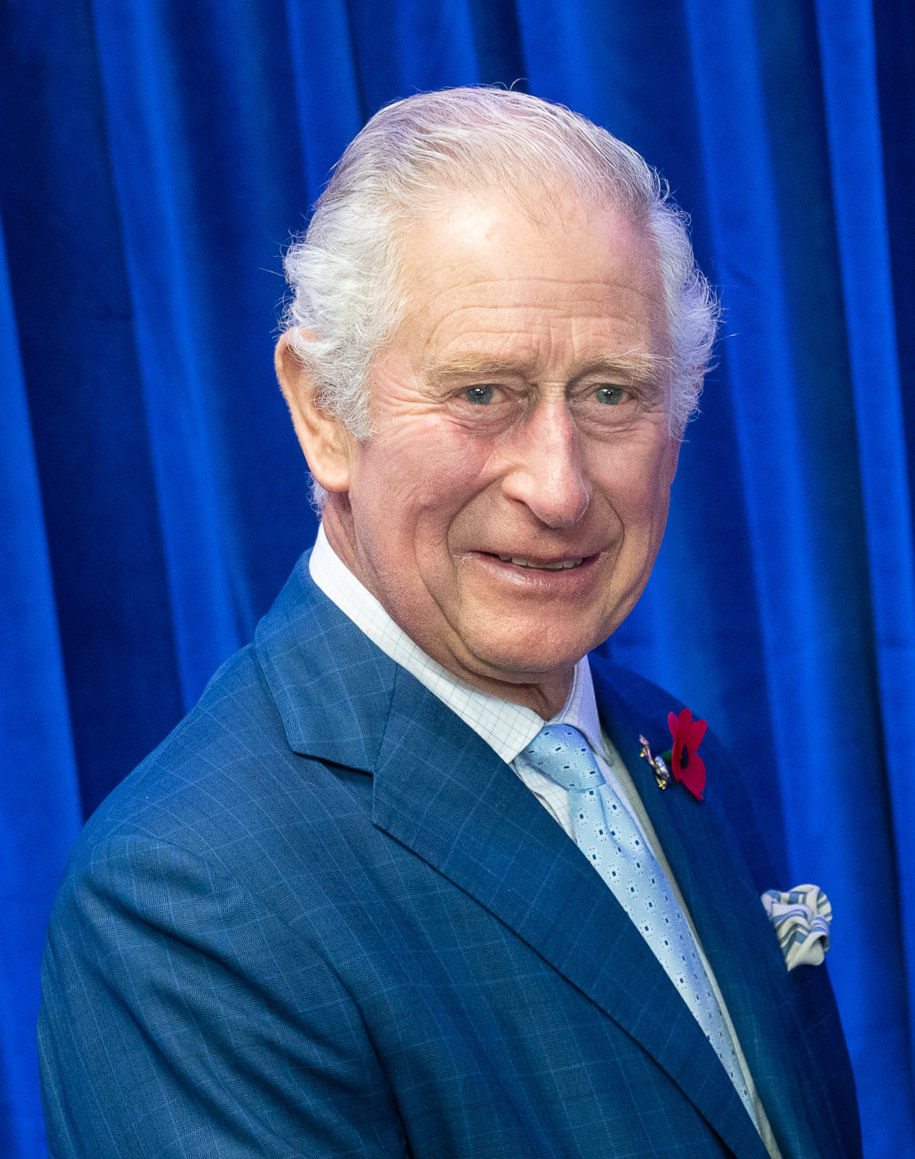
Carlos II Rey de Australia.

La mayoría de las funciones constitucionales de la Corona se confían al Gobernador General, a quien el monarca nombra por consejo del primer ministro para que actúe como su representante en Australia. Sin embargo, por convención, el Gobernador General ejerce estos poderes sólo con el consejo del primer ministro.

### Senado

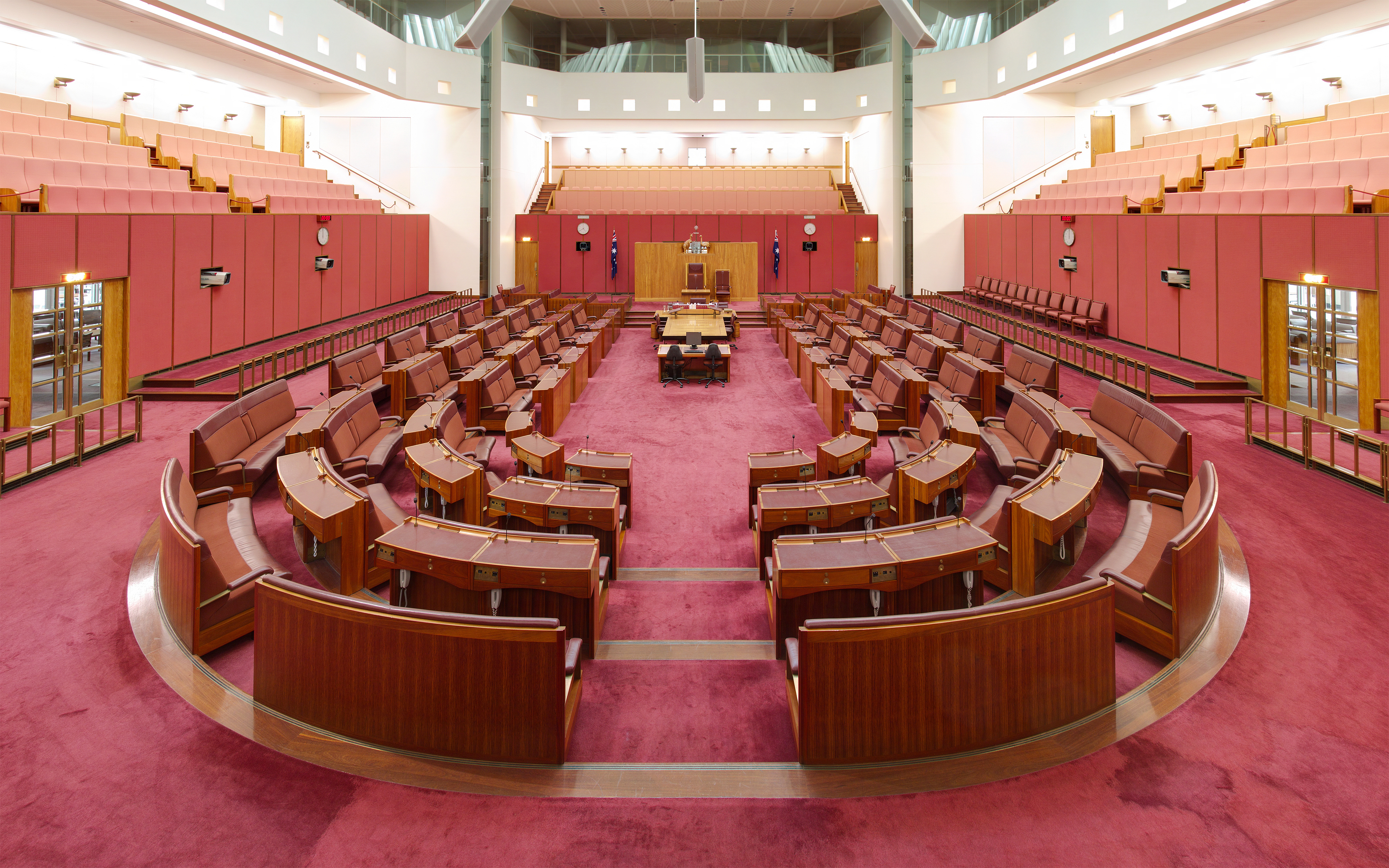
Salón de sesiones del Senado

La cámara alta del Parlamento australiano es el Senado, que consta de 76 miembros. Australia incluye un número igual de senadores de cada estado, independientemente de la población, elegidos a través de una elección directa.
La Constitución permite al Parlamento determinar el número de senadores por ley, siempre que los seis estados originales estén representados por igual. Además, la Constitución establece que cada estado original tiene derecho a al menos seis senadores. Sin embargo, ninguna de estas disposiciones se aplica a los estados recién admitidos ni a los territorios. De conformidad con una ley del Parlamento aprobada en 1973, los senadores son elegidos para representar los territorios. Actualmente, los dos senadores del Territorio del Norte representan a los residentes, así como a los territorios externos australianos de la Isla de Navidad y las Islas Cocos. Los senadores representan el Territorio de la Capital Australiana, y el Territorio de la Bahía de Jervis, desde el 1 de julio de 2016, la Isla Norfolk. Si bien solo la mitad de los escaños del Senado estatal se reelegirán cada tres años (excepto en el caso de una doble disolución), ya que cumplen mandatos de seis años, todos los senadores territoriales deben enfrentarse a los votantes cada tres años.
Hasta 1949, cada estado elegía el mínimo constitucional de seis senadores. Este número aumentó a diez desde las elecciones de 1949, y se incrementó de nuevo a doce desde las elecciones de 1984. El sistema de elección de senadores ha cambiado varias veces desde la Federación. La disposición original utilizaba un Escrutinio mayoritario uninominal, sobre una base de estado por estado. Esto fue reemplazado en 1919 por votación en bloque preferencial.
En 1948, la representación proporcional de un solo voto transferible estado por estado se convirtió en el método para elegir a los senadores. Este cambio ha sido descrito como una "revolución institucional" que ha llevado al surgimiento de una serie de partidos menores como el Partido Laborista Democrático, los demócratas australianos y los Verdes australianos que se han aprovechado de este sistema para lograr la representación parlamentaria y el equilibrio de poder. A partir de las elecciones de 1984, la votación de boletas grupales introdujo con el fin de reducir una alta tasa de votación informal, pero en 2016, se abolieron las entradas grupales para evitar la influencia indebida de acuerdos de preferencias entre partidos que se consideraban distorsionadores de los resultados electorales y se introdujo una forma de voto preferencial opcional.
En 1984, se aprobó una ley con la intención de cambiar la forma en que se asignan los escaños a largo y corto plazo después de una elección de doble disolución, sin embargo, el método no se ha utilizado, a pesar de dos resoluciones bipartidistas del Senado a favor del cambio.
La sección 15 de la Constitución establece que una vacante casual de un senador estatal será cubierta por el Parlamento estatal. Si el senador anterior era miembro de un partido político en particular, el reemplazo debe provenir del mismo partido, pero el Parlamento estatal puede optar por no llenar la vacante, en cuyo caso la Sección 11 requiere que el Senado proceda independientemente. Si el Parlamento del Estado se encuentra en receso cuando se produce la vacante, la Constitución dispone que el Gobernador del Estado puede designar a alguien para ocupar el lugar hasta catorce días después de que el Parlamento del Estado reanude su sesión. También se puede llamar al Parlamento del Estado para que ratifique un reemplazo.

### Cámara de los Representantes

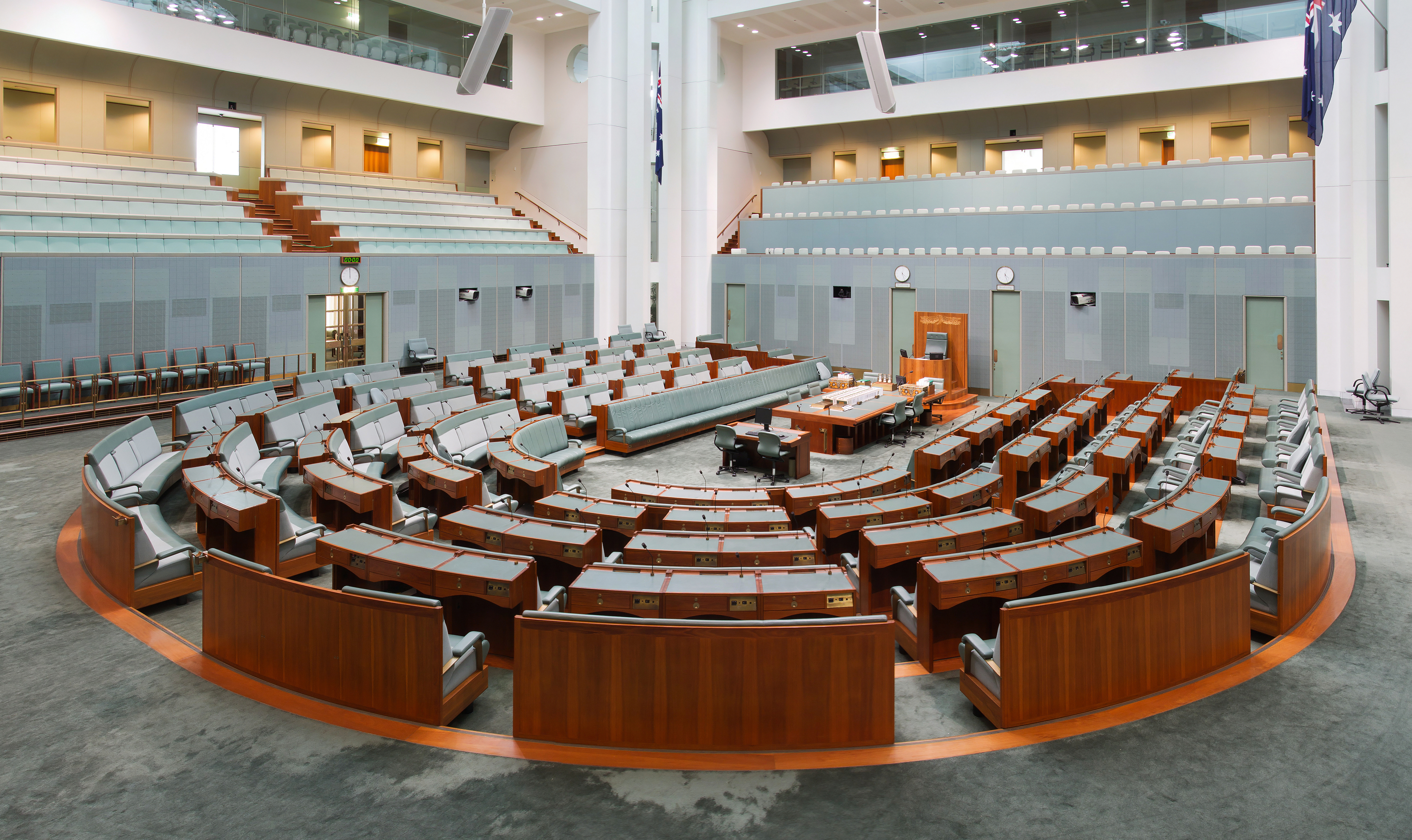
Salón de la Cámara de Representantes

La cámara baja del Parlamento australiano, la Cámara de Representantes, está formada por electorados de un solo miembro con una población de aproximadamente el mismo tamaño. Como es la convención en el sistema de Westminster, el partido o coalición de partidos que tiene la mayoría en esta Cámara forma el Gobierno y el líder de ese partido o coalición se convierte en primer ministro. Si el gobierno pierde la confianza de la Cámara, se espera que convoquen nuevas elecciones o renuncie.
El Parlamento puede determinar el número de miembros de la Cámara de Representantes, pero la Constitución establece que este número debe ser "en la medida de lo posible, el doble del número de senadores"; este requisito se denomina comúnmente " cláusula nexo". Por lo tanto, la Cámara consta actualmente de 151 miembros. A cada estado se le asignan escaños según su población; sin embargo, cada estado original, independientemente de su tamaño, tiene garantizados al menos cinco asientos. La Constitución no garantiza la representación de los territorios. El Parlamento concedió un escaño al Territorio del Norte en 1922 y al Territorio de la Capital Australiana en 1948; estos representantes territoriales, sin embargo, sólo tenían derechos de voto limitados hasta 1968. Se redistribuyen o redistribuyen los límites de los electorados federales cada vez que se ajusta el número de escaños de un estado o territorio, si los electorados no suelen coincidir con el tamaño de la población o si han pasado siete años desde la redistribución más reciente.
De 1901 a 1949, la Cámara constaba de 74 o 75 miembros (el Senado tenía 36). Entre 1949 y 1984, tuvo entre 121 y 127 miembros (el Senado tenía 60 hasta 1975, cuando aumentó a 64). En 1977, el Tribunal Superior ordenó que el tamaño de la Cámara se redujera de 127 a 124 miembros para cumplir con la disposición del nexo. En 1984, se ampliaron tanto el Senado como la Cámara; desde entonces la Cámara ha tenido entre 148 y 151 miembros (el Senado tiene 76).
La votación de primer lugar se utilizó para elegir a los miembros de la Cámara de Representantes hasta que en 1918 el gobierno del Partido Nacionalista, un predecesor del actual Partido Liberal de Australia, cambió el sistema de votación de la cámara baja a votación de segunda vuelta instantánea, que en Australia se conoce como voto preferencial completo, a partir de la elección posterior de 1919. Este sistema se ha mantenido en su lugar desde entonces, permitiendo que los de la Coalición partes en forma segura impugnar la mismos asientos. El voto preferencial de preferencia completa reeligió al gobierno de Bob Hawke en las elecciones de 1990, la primera vez en la historia federal que los laboristas obtuvieron un beneficio neto del voto preferencial.

### Semejanzas entre ambas cámaras
No es posible ser simultáneamente miembro del Senado y de la Cámara de Representantes. Además solo los ciudadanos australianos son elegibles para las elecciones a cualquiera de las cámaras.
El voto obligatorio se introdujo para las elecciones federales de 1924. La justificación inmediata para el voto obligatorio fue la baja participación de votantes (59,38%) en las elecciones federales de 1922 , frente al 71,59% en las elecciones federales de 1919. La votación obligatoria no estaba en la plataforma ni del gobierno de coalición del partido Nacionalista / Country liderado por Stanley Bruce ni de la oposición laborista liderada por Matthew Charlton. La iniciativa real para el cambio fue hecha por Herbert Payne, un senador nacionalista de Tasmania que el 16 de julio de 1924 presentó un proyecto de ley en el Senado. El proyecto de ley de Payne se aprobó con poco debate (la Cámara de Representantes aceptó en menos de una hora), y en ninguna de las cámaras se requirió una división, por lo que no se registraron votos en contra del proyecto. La elección federal de 1925 fue la primera que se llevó a cabo bajo votación obligatoria, en la que la cifra de participación aumentó al 91,4%. La participación aumentó a aproximadamente el 95% en un par de elecciones y se ha mantenido en ese nivel desde entonces. Desde 1973, los ciudadanos tienen derecho a voto al cumplir los 18 años (anteriormente era de 21 años). Ambas cámaras también poseen agentes de la Policía Federal Australiana desde 2015.

## Procedimiento
Cada una de las dos Cámaras elige a un presidente. Las elecciones para estos cargos se realizan mediante votación secreta. Ambos cargos son ocupados convencionalmente por miembros del partido gobernante, pero se espera que los presidentes supervisen el debate y hagan cumplir las reglas de manera imparcial.
La Constitución autoriza al Parlamento a establecer el cuórum para cada cámara. El cuórum del Senado es una cuarta parte del total de miembros (19); el de la Cámara de Representantes es una quinta parte del total de miembros (30). En teoría, si no hay cuórum, es posible que una Cámara no continúe reuniéndose. En la práctica, los miembros generalmente acuerdan no darse cuenta de que no hay cuórum, de modo que los debates sobre los proyectos de ley de rutina pueden continuar sin que otros miembros tengan que estar presentes.
Ambas Cámaras pueden determinar las mociones por voto: el presidente hace la pregunta y, después de escuchar las posturas de los miembros, se anuncian los resultados. En la Cámara de Representantes, el presidente no vota, pero en caso de un empate, si puede realizarlo.
La mayor parte de la legislación se introduce en la Cámara de Representantes y pasa por una serie de etapas antes de convertirse en ley. Los proyectos de ley del gobierno son redactados por la Oficina de Asesoría Parlamentaria.
La primera etapa es una primera lectura, donde se presenta la legislación a la cámara, luego hay una segunda lectura, donde se vota sobre los lineamientos generales del proyecto de ley. Luego, la legislación puede ser considerada por un comité de la Cámara, que informa a la Cámara sobre cualquier recomendación. A esto le sigue una etapa de consideración en detalle, donde la Cámara puede explorar el proyecto de ley en detalle y hacer las enmiendas. A esto le sigue finalmente una tercera lectura, en la que la Cámara aprueba o rechaza el proyecto de ley. Si se aprueba, la legislación se envía al Senado, que tiene una estructura similar de debate y aprobación, excepto que la etapa de consideración en detalle es reemplazada por un comité del pleno. Una vez que un proyecto de ley ha sido aprobado por ambas Cámaras en la misma forma, se presenta al gobernador general para la aprobación real.

## Edificio

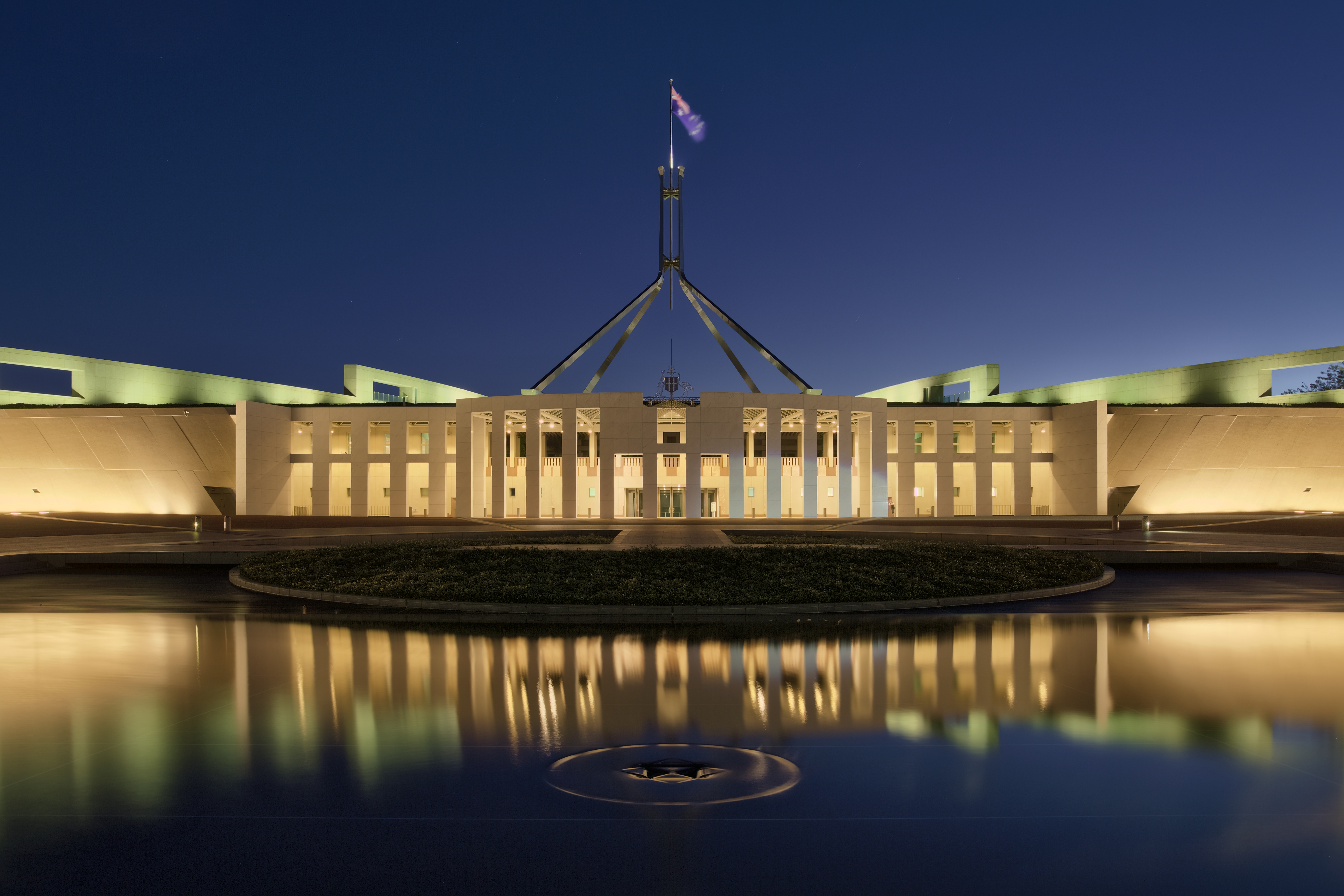

El Parliament House es el lugar de reunión del Parlamento, ubicado en Canberra, la capital de Australia. El edificio fue diseñado por Mitchell / Giurgola & Thorp Architects e inaugurado el 9 de mayo de 1988 por la reina Isabel II.
Las reuniones del Parlamento Federal se celebraron por primera vez en Melbourne hasta 1927. Entre 1927 y 1988, el Parlamento de Australia se reunió en lo que actualmente se conoce como Old Parliament House. Sin embargo, en la década de 1980, dicho edificio se volvió pequeño frente al número de personas que trabajaban en él, lo que motivó la construcción de la nueva Casa del Parlamento de Australia. La construcción del nuevo edificio comenzó en 1981. El diseño principal de la estructura se basa en la forma de dos bumeranes y está coronado por un mástil de 81 metros.
La Casa del Parlamento contiene 4.700 habitaciones y muchas áreas están abiertas al público. El vestíbulo principal contiene una escalera de mármol y conduce al Gran Salón, que tiene un gran tapiz en exhibición. La cámara de la Cámara de Representantes está decorada en verde, mientras que la cámara del Senado tiene un esquema de color rojo. Entre las dos cámaras se encuentra el Salón de miembros, que tiene una fuente de agua y no está abierto al público. El ala ministerial alberga la oficina del primer ministro y otros ministros.